# Morti nel 1714
| Questa pagina contiene informazioni ricavate automaticamente dalle voci biografiche con l'ausilio del template Bio e di un bot. L'aggiornamento è periodico e automatico e ricostruisce completamente la pagina. Se manca una persona in questa lista, sei pregato di non aggiungerla, ma accertati piuttosto che la sua voce biografica contenga il template Bio e che i dati anagrafici siano correttamente compilati. Se il template Bio manca, inseriscilo tu stesso o, in alternativa, metti l'avviso {{tmp\|Bio}} che ne segnala la mancanza. Se i dati riportati sono sbagliati, correggi direttamente la voce biografica; le modifiche saranno visibili in questa lista entro pochi giorni. Per chiarimenti vedi il progetto biografie. La lista contiene solo le 91 persone che sono citate nell'enciclopedia e per le quali è stato implementato correttamente il template Bio. Pagina aggiornata al 18 ago 2025. |

## Gennaio(8)
- 4 gennaio - Atto Melani, diplomatico, scrittore e cantante castrato italiano (n. 1626)
- 5 gennaio - Mamia III Gurieli, re
- 13 gennaio - Henry Cadogan, avvocato inglese (n. 1642)
- 17 gennaio - Gabriel Álvarez de Toledo, scrittore spagnolo (n. 1662)
- 19 gennaio - Pietro Antonio Bernardoni, librettista e drammaturgo italiano (n. 1672)
- 25 gennaio - John Drummond, I conte di Melfort, nobile scozzese (n. 1649)
- 28 gennaio - Philip Stanhope, II conte di Chesterfield, nobile inglese (n. 1634)
- 31 gennaio - Bianca Teresa Massei Bonvisi, filantropa italiana (n. 1657)

## Febbraio(9)
- 5 febbraio - Carlo Fontana, architetto, scultore e ingegnere italiano (n. 1638)
- 10 febbraio - Olivier van Deuren, pittore olandese (n. 1666)
- 14 febbraio - Maria Luisa di Savoia, principessa (n. 1688)
- 15 febbraio - Stefano Cassiani, pittore e monaco cristiano italiano (n. 1636)
- 21 febbraio - Innocenzo Milliavacca, vescovo cattolico italiano (n. 1635)
- 21 febbraio - Francesco Paglia, pittore e critico d'arte italiano (n. 1635)
- 21 febbraio - Eugenio Alessandro di Thurn und Taxis, conte (n. 1652)
- 23 febbraio - Filippo Maria Galletti, pittore italiano (n. 1636)
- 24 febbraio - Edmund Andros, politico inglese (n. 1637)

## Marzo(4)
- 11 marzo - Johanna Vergouwen, pittrice fiamminga (n. 1630)
- 23 marzo - Giovanni Antonio Mazzuoli, scultore italiano (n. 1640)
- 27 marzo - Antonio Ulrico di Brunswick-Wolfenbüttel, nobile, scrittore e poeta tedesco (n. 1633)
- 27 marzo - Carlotta Amalia d'Assia-Kassel, sovrana danese (n. 1650)

## Aprile(5)
- 6 aprile - Gaspare Carpegna, cardinale italiano (n. 1625)
- 17 aprile - Philipp Heinrich Erlebach, compositore tedesco (n. 1657)
- 17 aprile - Haquin Spegel, arcivescovo luterano svedese (n. 1645)
- 23 aprile - Baldassarre Grasso, pittore italiano (n. 1664)
- 28 aprile - Vincenzo Gonzaga, nobile italiano (n. 1634)

## Maggio(7)
- 5 maggio - Carlo di Borbone-Francia, nobile francese (n. 1686)
- 8 maggio - Groppelli, scultore italiano
- 11 maggio - Pierre Legros il Vecchio, scultore francese (n. 1629)
- 16 maggio - Giuseppe Valletta, filosofo, avvocato e letterato italiano (n. 1636)
- 17 maggio - Giovanni Alberto Badoer, cardinale e patriarca cattolico italiano (n. 1649)
- 24 maggio - Henry Somerset, II duca di Beaufort, nobile e politico inglese (n. 1684)
- 30 maggio - Gottfried Arnold, teologo e storico tedesco (n. 1666)

## Giugno(5)
- 3 giugno - Federico Guglielmo di Schleswig-Holstein-Sonderburg-Augustenburg, nobile danese (n. 1668)
- 8 giugno - Sofia del Palatinato, nobile (n. 1630)
- 20 giugno - Maria Anna Mancini, duchessa italiana (n. 1649)
- 22 giugno - Matthew Henry, religioso inglese (n. 1662)
- 28 giugno - Daniel Papebroch, gesuita, storico e diplomatista belga (n. 1628)

## Luglio(5)
- 3 luglio - Paolo Amato, architetto italiano (n. 1634)
- 4 luglio - Antonio Magliabechi, letterato italiano (n. 1633)
- 16 luglio - Christoph Helwig junior, medico tedesco (n. 1679)
- 28 luglio - Thomas Thynne, I visconte Weymouth, politico inglese (n. 1640)
- 31 luglio - John Moore, vescovo anglicano inglese (n. 1646)

## Agosto(4)
- 1º agosto - Anna di Gran Bretagna, sovrana britannica (n. 1665)
- 15 agosto - Constantin Brâncoveanu, principe
- 15 agosto - Anna Mons, tedesca (n. 1672)
- 20 agosto - Cristóbal de Villalpando, pittore spagnolo (n. 1649)

## Settembre(5)
- 1º settembre - Alessandro Baratta, pittore italiano (n. 1639)
- 3 settembre - Pietro Antonio Fiocco, compositore italiano (n. 1632)
- 6 settembre - Alessandro Marchetti, matematico, astronomo e traduttore italiano (n. 1633)
- 7 settembre - Enrico I di Reuss-Greiz, nobile tedesco (n. 1693)
- 20 settembre - Anna Waser, pittrice svizzera (n. 1678)

## Ottobre(7)
- 4 ottobre - Peter Strudel, pittore e scultore austriaco
- 5 ottobre - Ekken Kaibara, scrittore, filosofo e botanico giapponese (n. 1630)
- 6 ottobre - Matteo Noris, librettista italiano
- 6 ottobre - Adalbert von Schleiffras, abate tedesco (n. 1650)
- 19 ottobre - Francesco Nazzari, presbitero, critico letterario e giornalista italiano (n. 1638)
- 23 ottobre - Philipp von Hörnigk, funzionario e economista tedesco (n. 1640)
- 25 ottobre - Sébastien Leclerc, pittore e incisore francese (n. 1637)

## Novembre(9)
- 2 novembre - Giuseppe Passeri, pittore italiano (n. 1654)
- 4 novembre - Christopher Rich, avvocato e impresario teatrale inglese (n. 1657)
- 5 novembre - Bernardino Ramazzini, medico, scienziato e scrittore italiano (n. 1633)
- 6 novembre - Filippo II Colonna, nobile italiano (n. 1663)
- 16 novembre - Alessandro Benedetto Sobieski, nobile, diplomatico e religioso polacco (n. 1677)
- 17 novembre - Biagio Pangallo, ingegnere navale italiano
- 27 novembre - Giovanni Battista Sidotti, missionario italiano (n. 1667)
- 30 novembre - Giacomo Angelini, architetto svizzero (n. 1632)
- 30 novembre - Guillaume-Gabriel Nivers, organista e compositore francese

## Dicembre(6)
- 15 dicembre - Giovanni Monevi, pittore italiano (n. 1637)
- 17 dicembre - Crescenzio Onofri, pittore e incisore italiano (n. 1634)
- 17 dicembre - Antonio Francesco Sanvitale, cardinale e arcivescovo cattolico italiano (n. 1660)
- 18 dicembre - César d'Estrées, cardinale e vescovo cattolico francese (n. 1628)
- 22 dicembre - Tommaso Bai, compositore e cantore italiano
- 29 dicembre - Charles Churchill, nobile, politico e generale britannico (n. 1656)

## Senza giorno specificato(17)
- Nozawa Bonchō, poeta giapponese (n. 1640)
- Dominique Busnot, diplomatico e religioso francese (n. 1647)
- Filippo Cagnola, architetto italiano (n. 1661)
- Niccolò Cassana, pittore italiano (n. 1659)
- Charles Davenant, scrittore inglese (n. 1656)
- Bernardino Fera, pittore italiano (n. 1667)
- Robert Ferguson, rivoluzionario e religioso scozzese
- Gerasimo II di Alessandria, arcivescovo ortodosso greco (n. 1633)
- Benigno Ghirardi, monaco cristiano, letterato e teologo italiano
- George London, botanico e architetto del paesaggio inglese
- Teofilo Macchetti, compositore e teorico musicale italiano (n. 1632)
- Carlo Musitano, medico, presbitero e scrittore italiano (n. 1635)
- Giovanni Pietro Perti, scultore e architetto italiano (n. 1648)
- Giovanni Maria Ruggieri, compositore italiano
- Andreas Schlüter, scultore e architetto tedesco (n. 1664)
- Gerardo Antonio Silva, nobile italiano (n. 1646)
- Carlo Filiberto d'Este, nobile (n. 1646)